# Prosper Grech
Prosper Grech O.S.A. (Birgu, 24 de dezembro de 1925 – Roma, 30 de dezembro de 2019) foi um frade agostiniano maltês , que co-fundou o Instituto Patrístico Augustinianum em Roma. Ele foi criado como cardeal pelo Papa Bento XVI em 18 de fevereiro de 2012. Ele foi o segundo membro maltês do Colégio de Cardeais, o primeiro desde 1843. 

## Formação e estudos
Nascido Stanley Grech em Vittoriosa, Malta, em 24 de dezembro de 1925, estudou no Lyceum. Ele adotou o nome de Prospero quando ingressou na Ordem Agostiniana em 1943. Enquanto Malta estava sitiado durante a Segunda Guerra Mundial, Grech serviu como artilheiro na Artilharia Real de Malta. Foi ordenado ao sacerdócio na Arquibasílica de São João de Latrão em Roma em 25 de março de 1950.
Grech estudou filosofia no Priorado de São Marcos, Rabat, Malta, e teologia no Colégio de Santa Mônica, em Roma. Obteve um doutorado em teologia na Pontifícia Universidade Gregoriana, em Roma (1953), obteve um licenciado em escrituras sagradas do Pontifício Instituto Bíblico, Roma (1954) e um diploma em psicologia educacional na Universidade de Friburgo, Suíça (1951). Grech conduziu pesquisas em Línguas semíticas nas universidades de Oxford (1957-1958) e Cambridge (1958-1959).

## Ensino
Em 1959, Grech foi nomeado professor no Colégio Teológico Agostiniano, Rabat. Ele também atuou como professor no Instituto Agostinho e se juntou à equipe do Vigário-Geral para a Cidade do Vaticano. Como secretário do Vigário Geral, Dom Petrus Canisius Van Lierde, que era sacristão do Palácio Apostólico, seus deveres incluíam vestir o Papa João XXIII e o Papa Paulo VI para funções litúrgicas. Durante o Conclave de 1963, ele ouviu a confissão de Giovanni Battista Montini algumas horas antes de sua eleição como Papa Paulo VI. Em 1970, junto com pe. Agostino Trapè, Grech fundou a Instituto Patrístico Augustinianum, ligado à Pontifícia Universidade Lateranense em Roma e atuou como presidente de 1971 a 1979. Foi membro do Studiorum Novi Testamenti Societas (SNTS); tornou-se membro da Pontifícia Academia de Teologia em 2003 e da Pontifícia Comissão Bíblica em 2004.
Grech lecionou sobre hermenêutica por mais de trinta anos no Pontifício Instituto Bíblico em Roma. Tornou-se consultor da Congregação para a Doutrina da Fé em 1984 e foi para a Índia em nome da congregação como Visitador apostólico dos seminários em 1998.
Grech escreveu vários artigos e publicações e apresentou palestras sobre a Bíblia, hermenêutica e patrística. Em 13 de dezembro de 2011, ele foi nomeado companheiro da Ordem Nacional de Mérito da República de Malta.

## Cardeal
O Papa Bento XVI anunciou em 6 de janeiro de 2012 que criaria Grech como cardeal, juntamente com outros 21 prelados, em 18 de fevereiro de 2012. Ele foi o primeiro agostiniano a ser cardeal em 111 anos.
Como o direito canônico exige que os cardeais sejam bispos, a menos que recebam dispensa especial, Grech foi consagrado em 8 de fevereiro de 2012 por Paul Cremona, arcebispo de Malta, assistido por Dom Giuseppe Versaldi, presidente da Prefeitura dos Assuntos Econômicos da Santa Sé e Mario Grech, bispo de Gozo. Ele adotou o lema episcopal In te Domine speravi ('Em ti, Senhor, eu me refugio'), nas palavras iniciais do Salmo 71 .
Ele foi criado como cardeal-diácono pelo Papa Bento XVI no Consistório em 18 de fevereiro e designado a igreja titular de Santa Maria Goretti. Grech fez a meditação de abertura no Conclave de 2013, mas sua idade o impediu de participar como eleitor. Ele alertou que a Igreja sempre foi ameaçada pela desunião: "Entre extremistas ultra-tradicionalistas e extremistas ultra-progressistas, entre padres que se rebelam contra a obediência e aqueles que não reconhecem os sinais dos tempos, sempre haverá o risco de pequenos cismas. isso não apenas prejudica a igreja, mas vai contra a vontade de Deus. " Ele levantou a questão de como a hierarquia da Igreja estava lidando com a crise de abuso sexual: "Hoje em dia, muitas pessoas não conseguem acreditar em Cristo porque seu rosto está obscurecido ou escondido atrás de uma instituição que não tem transparência". Quando o Papa Francisco marcou o 50º aniversário da fundação do Agostiniano, ele elogiou Grech pela "grandiosidade simplicidade" que seus sermões haviam alcançado na velhice.
Grech morreu no Hospital Santo Spirito, em Roma, em 30 de dezembro de 2019.